# Divizia B 1957-1958
Divizia B 1957-1958 a fost al 18-lea sezon al celui de-al doilea nivel al sistemului de ligi ale fotbalului românesc.

## Formatul
S-a menținut formatul cu două serii, ambele având 14 echipe. La sfârșitul sezonului, câștigătorii seriei au promovat în Divizia A, ultimele două locuri din fiecare serie retrogradând în Divizia C. Acesta a fost primul sezon jucat în sistem toamnă-primăvară, după șapte sezoane jucate în sistem primăvară-toamnă, sistem impus de influența sovietică existentă în țară.

## Schimbări de echipe
| În Divizia B Promovate din Divizia C Foresta Fălticeni Locomotiva MCF București F.C. Baia Mare Metalul Arad Retrogradate din Divizia A Locomotiva Timișoara Știința Cluj Dinamo Bacău | Din Divizia B Retrogradate în Divizia C Progresul Satu Mare Locomotiva Iași Locomotiva Turnu Severin Flamura Roșie Bacău Promovate în Divizia A Locomotiva GR București Progresul Oradea Dinamo Bacău |

### Echipe redenumite
Avântul Reghin a fost redenumit Partizanul Reghin.
Dinamo 6 București a fost redenumit Dinamo Obor București.
Energia 1 Mai Ploiești a fost redenumită Prahova Ploiești.
F.C Baia Mare (Eneriaa Baia Marea în trecut) fost redenumită (Minerul) F.C. Baia Mare- actuala echipa 
Energia Câmpia Turzii a fost redenumită IS Câmpia Turzii.
Energia Câmpina a fost redenumită Poiana Câmpina.
Energia Hunedoara a fost redenumită Corvinul Hunedoara.
Energia Mediaș a fost redenumită Gaz Metan Mediaș.
Locomotiva Arad a fost redenumită CFR Arad.
Locomotiva Cluj a fost redenumită CFR Cluj.
Locomotiva Constanța a fost redenumită Farul Constanța.
Locomotiva MCF București a fost redenumită Rapid II București.
Locomotiva Timișoara a fost redenumită CFR Timișoara.
Metalul Arad a fost redenumit AMEF Arad.
Metalul Tractorul Orașul Stalin a fost redenumit Tractorul Orașul Stalin.
Progresul Focșani a fost redenumit Unirea Focșani.
Știința București a fost redenumită CSU București.

### Alte echipe
Flamura Roșie Burdujeni a fost mutat din Burdujeni la Suceava și a fuzionat cu echipa locală formând un nou club, Progresul Suceava.

## Clasamentele ligii

### Seria I
| Loc | Echipa                  | MJ | V  | E | Î  | GM | GP | DG  | Pct | Promovare sau retrogradare |
| --- | ----------------------- | -- | -- | - | -- | -- | -- | --- | --- | -------------------------- |
| 1   | Știința Cluj (C, P)     | 26 | 17 | 3 | 6  | 58 | 23 | +35 | 37  | Promovare în Divizia A     |
| 2   | Corvinul Hunedoara      | 26 | 15 | 6 | 5  | 52 | 25 | +27 | 36  |                            |
| 3   | IS Câmpia Turzii        | 26 | 13 | 6 | 7  | 48 | 32 | +16 | 32  |                            |
| 4   | F.C. Baia Mare          | 26 | 12 | 7 | 7  | 52 | 50 | +2  | 31  |                            |
| 5   | Progresul Sibiu         | 26 | 13 | 3 | 10 | 57 | 47 | +10 | 29  |                            |
| 6   | Minerul Lupeni          | 26 | 9  | 9 | 8  | 53 | 41 | +12 | 27  |                            |
| 7   | AMEF Arad               | 26 | 9  | 9 | 8  | 24 | 35 | −11 | 27  |                            |
| 8   | CFR Arad                | 26 | 9  | 7 | 10 | 33 | 42 | −9  | 25  |                            |
| 9   | CFR Timișoara           | 26 | 9  | 6 | 11 | 36 | 41 | −5  | 24  |                            |
| 10  | Metalul Reșița          | 26 | 10 | 3 | 13 | 50 | 45 | +5  | 23  |                            |
| 11  | Tractorul Orașul Stalin | 26 | 9  | 5 | 12 | 41 | 39 | +2  | 23  |                            |
| 12  | Gaz Metan Mediaș        | 26 | 8  | 6 | 12 | 20 | 29 | −9  | 22  |                            |
| 13  | Partizanul Reghin (R)   | 26 | 6  | 5 | 15 | 27 | 62 | −35 | 17  | Retrogradare în Divizia C  |
| 14  | CFR Cluj (R)            | 26 | 3  | 5 | 18 | 31 | 71 | −40 | 11  | Retrogradare în Divizia C  |

### Serie II
| Loc | Echipa                       | MJ | V  | E | Î  | GM | GP | DG  | Pct | Promovare sau retrogradare |
| --- | ---------------------------- | -- | -- | - | -- | -- | -- | --- | --- | -------------------------- |
| 1   | Farul Constanța (C, P)       | 26 | 16 | 6 | 4  | 68 | 30 | +38 | 38  | Promovare în Divizia A     |
| 2   | Dinamo Bacău                 | 26 | 13 | 8 | 5  | 64 | 25 | +39 | 34  |                            |
| 3   | Rapid II București           | 26 | 13 | 5 | 8  | 46 | 28 | +18 | 31  |                            |
| 4   | Știința Iași                 | 26 | 10 | 9 | 7  | 35 | 44 | −9  | 29  |                            |
| 5   | Dinamo Obor București        | 26 | 9  | 8 | 9  | 50 | 42 | +8  | 26  |                            |
| 6   | Dinamo Bârlad                | 26 | 10 | 6 | 10 | 39 | 51 | −12 | 26  |                            |
| 7   | Foresta Fălticeni            | 26 | 10 | 6 | 10 | 29 | 40 | −11 | 26  |                            |
| 8   | Prahova Ploiești             | 26 | 8  | 7 | 11 | 42 | 47 | −5  | 23  |                            |
| 9   | Flacăra Moreni               | 26 | 8  | 7 | 11 | 38 | 44 | −6  | 23  |                            |
| 10  | Poiana Câmpina               | 26 | 8  | 7 | 11 | 36 | 44 | −8  | 23  |                            |
| 11  | Progresul Suceava            | 26 | 8  | 7 | 11 | 30 | 40 | −10 | 23  |                            |
| 12  | Unirea Focșani               | 26 | 10 | 3 | 13 | 35 | 50 | −15 | 23  |                            |
| 13  | Progresul CPCS București (R) | 26 | 7  | 6 | 13 | 36 | 49 | −13 | 20  | Retrogradare în Divizia C  |
| 14  | CSU București (R)            | 26 | 7  | 5 | 14 | 37 | 51 | −14 | 19  | Retrogradare în Divizia C  |